# Ruta Provincial 201 (Buenos Aires)
La Ruta Provincial 201 es una carretera urbana de 16 km en el Área Metropolitana de Buenos Aires, que une la Avenida General Paz con Campo de Mayo a través de los partidos de Tres de Febrero, Morón, Hurlingham y San Miguel.
Antiguamente era la Ruta Nacional 201 pero mediante el Decreto Nacional 1595 del año 1979 se prescribió que este camino pasara a jurisdicción provincial. La Provincia de Buenos Aires se hizo cargo del mismo en 1988, convirtiéndola en la Ruta Provincial 201.

## Localidades
Las localidades por las que pasa esta ruta de este a oeste son las siguientes:

### Provincia de Buenos Aires
Recorrido: 16 km (km 16-32)
- Partido de Tres de Febrero: José Ingenieros (km 16) y Caseros (km 20).
- Partido de Morón: El Palomar (km 24).
- Partido de Hurlingham: Hurlingham (km 28) y William C. Morris (km 30).
- Partido de San Miguel: Bella Vista (km 32).

## Nomenclatura municipal
Debido al crecimiento que tuvo el Gran Buenos Aires actualmente es una avenida urbana que tiene los siguientes nombres de este a oeste:
- Partido de Tres de Febrero: Román Gómez, Av. Marcelo T. de Alvear y Bartolomé Mitre.
- Partido de Morón: Pres. Derqui, Marconi, Itacumbú, Aviador Matienzo y Rosetti.
- Partido de Hurlingham: Av. Tte. Gral. Julio A. Roca.
- Partido de San Miguel: Av. Pres. Arturo U. Illia.